# Paradosso dell'ascensore
In matematica, viene detto paradosso dell'ascensore un fenomeno studiato per la prima volta nel 1958 dal fisico George Gamow e dal matematico Marvin Stern, che avevano i loro studi in due diversi piani di uno stesso edificio.
Gamow, che aveva il suo studio nei piani bassi dell'edificio, notò che quando chiamava l'ascensore, questo veniva solitamente dai piani superiori, mentre Stern, il cui ufficio stava ai piani più alti, notò che viceversa l'ascensore da lui chiamato veniva quasi sempre dal basso. Combinando queste loro osservazioni, si creava la buffa impressione che gli ascensori fossero fabbricati ad un piano intermedio del palazzo ed inviati in su e in giù per poi essere smantellati: questo spinse i due a pubblicare una loro analisi e giustificazione matematica del problema. È interessante notare che, nonostante l'apparente semplicità del problema, Donald Knuth nel 1969 rivelò che l'analisi effettuata da Gamow e Stern era sbagliata.
Fu Martin Gardner, nel 1986, a tirare in ballo la presenza di più ascensori.

## Formulazione del paradosso
Si supponga di abitare al penultimo piano di un palazzo di sette piani; chiamando da lì l'ascensore, esso giungerà più spesso (circa 5/6 delle volte) dal basso che dall'alto. Questo fenomeno è facilmente spiegabile: l'ascensore viene utilizzato equamente dagli inquilini dei vari piani, e quindi passa più tempo nei primi 5 piani che nell'ultimo.
In un grande albergo, sempre di 7 piani ma con 5 ascensori invece che uno, tutti e 5 utilizzati in modo indifferenziato dagli ospiti dei vari piani, il fenomeno sarà quasi scomparso.

## Analisi

### Modello continuo
Nel caso specifico appena visto, si vedrà arrivare l'ascensore dall'alto non più una volta su 6, ma quasi metà delle volte. Infatti, nel momento in cui si preme il pulsante di richiesta dell'ascensore, il primo ascensore ad arrivare sarà quello più vicino. Sempre supponendo che gli ascensori siano ripartiti uniformemente nei vari piani, gli ascensori al di sopra saranno di meno ma avranno una probabilità maggiore di essere vicini al chiamante di quelli che stanno al di sotto.
La soluzione può risultare più chiara se astratta dal problema specifico: supponiamo di scegliere a caso alcuni numeri reali tra 0 e 1, e di chiederci se è più probabile che il numero più vicino a 0,9 sia maggiore o minore di 0,9. È evidente che se il numero scelto a caso è uno solo, è più probabile che esso sia inferiore a 0,9. Se invece i numeri scelti sono 1000 ci aspettiamo che essi siano casualmente ripartiti che quindi il numero più vicino a 0,9 possa essere quasi con la stessa probabilità maggiore o minore.
Tornando al problema iniziale, la probabilità esatta che l'ascensore venga dall'alto è data dalla seguente formula:
{\displaystyle 1-\left[\left({\frac {p-2}{p}}\right)^{n}+1/2\cdot \left(1-\left({\frac {p-2}{p}}\right)^{n}\right)\right]={\frac {1-\left({\frac {p-2}{p}}\right)^{n}}{2}}} ,
dove {\displaystyle p} indica il numero di piani ed {\displaystyle n} quello degli ascensori. Nel caso di 7 piani e 5 ascensori, tale probabilità risulta circa 0,41, ma con 10 ascensori è già 0,48.
Dimostrazione della formula:
Consideriamo l'ascensore più vicino al piano in cui ci troviamo, cioè il penultimo piano. La probabilità {\displaystyle P_{u}} che l'ascensore venga dall'alto è uguale alla probabilità che l'ascensore più vicino si trovi tra il penultimo e l'ultimo piano. La probabilità {\displaystyle P_{d}} che l'ascensore venga dal basso è uguale alla probabilità che l'ascensore più vicino si trovi tra il primo e il penultimo piano. Ovviamente abbiamo che
{\displaystyle P_{u}+P_{d}=1}
Possiamo dividere {\displaystyle P_{d}} in due: sarà la somma della probabilità {\displaystyle P_{d1}} che l'ascensore più vicino si trovi tra il primo e il terzultimo piano e la probabilità {\displaystyle P_{d2}} che si trovi tra il terzultimo e il penultimo piano: 
{\displaystyle P_{d}=P_{d1}+P_{d2}}
La probabilità {\displaystyle P_{d1}} è facile da calcolare. È la probabilità che tutti gli ascensori si trovino tra il terzultimo e l'ultimo piano. Se assumiamo che gli ascensori siano indipendenti, questa è la probabilità che lo sia il primo ascensore, che lo sia il secondo, ecc. Quindi
{\displaystyle P_{d1}=\left[{\frac {\left(p-2\right)}{p}}\right]^{n}}
Le probabilità {\displaystyle P_{d2}} e {\displaystyle P_{u}} sono uguali. Perché? Supponiamo di sapere che l'ascensore più vicino si trovi tra il terzultimo e l'ultimo piano. Siccome noi ci troviamo nel piano di mezzo tra questi, cioè il penultimo, la probabilità che questo si trovi sopra o sotto di noi è identica. Quindi
{\displaystyle P_{u}=P_{d2}}
Dalle quattro equazioni scritte qui sopra si può ricavare {\displaystyle P_{u}}, che è la quantità cercata, e si ottiene come riportato sopra
{\displaystyle P_{u}={\frac {1-\left({\frac {p-2}{p}}\right)^{n}}{2}}}

### Modello discreto
Nell'analisi effettuata abbiamo supposto che la posizione dell'ascensore ad una qualsiasi altezza del palazzo, che essa corrisponda o no esattamente ad un piano, è equiprobabile. Questa è evidentemente una forzatura del modello, dato che gli ascensori saranno spesso fermi ad un piano.
Altri autori hanno preferito quindi supporre, al contrario, che al momento in cui si effettua la chiamata dell'ascensore tutti gli ascensori siano fermi, ognuno ad un certo piano (e che ovviamente non ci sia un ascensore già fermo al penultimo piano, dove viene effettuata la chiamata). Nel caso di un solo ascensore, questo diverso approccio non cambia la sostanza del problema, ma nel caso a più ascensori sì. Infatti si nota che se c'è un ascensore all'ultimo piano, questo sarà certamente l'ascensore più vicino, tutt'al più "a pari merito" con un eventuale ascensore parcheggiato al terzultimo piano. A questo punto, possiamo immaginare diversi modelli (indichiamo con {\displaystyle p} il numero dei piani e con {\displaystyle n} il numero degli ascensori):
- si considera che l'ascensore all'ultimo piano è effettivamente il più vicino e quindi il primo ad arrivare, anche se a pari merito. Allora la probabilità che l'ascensore più vicino venga dall'alto è semplicemente la probabilità che ci sia un ascensore all'ultimo piano, ovvero:

{\displaystyle 1-\left({\frac {p-2}{p-1}}\right)^{n}}
- si considera solo i casi in cui l'ascensore proveniente da sopra è strettamente più vicino, ovvero non c'è un ascensore al terzultimo piano:

{\displaystyle \left({\frac {p-2}{p-1}}\right)^{n}\cdot \left(1-\left({\frac {p-3}{p-2}}\right)^{n}\right)}
Nel primo caso, con 7 piani e 5 ascensori la probabilità che l'ascensore provenga dall'alto risulta essere circa 0,60, nel secondo caso circa 0,27. Se gli ascensori sono 10, le probabilità risultano rispettivamente 0,84 e 0,14.
Entrambi i modelli sembrano distanziarsi notevolmente dal risultato aspettato (e probabilmente dalla realtà), dato che nel primo, per {\displaystyle n} che tende ad infinito la probabilità che l'ascensore provenga dall'alto tende a 1, mentre nel secondo tende a 0 (siccome decresce la probabilità che nessun ascensore si trovi al terzultimo piano). Un modello abbastanza efficace si potrebbe ottenere mediando tra i due modelli appena dati, e stabilendo che, qualora si trovi un ascensore all'ultimo piano e uno al terzultimo, la probabilità che arrivi dall'alto è {\displaystyle {\frac {1}{2}}}, oppure il rapporto tra il numero degli ascensori che si trovano all'ultimo e il numero di quelli che si trovano al penultimo. Tali modelli forniscono risultati analoghi al modello continuo ma sono sensibilmente più complicati.

## Verosimiglianza dei modelli
Come già evidenziato, ognuno dei modelli studiati ha delle forzature necessarie per semplificare il problema e che riguardano l'ipotesi che gli ascensori siano o meno in movimento quando l'inquilino del penultimo piano effettua la sua chiamata.
Nella realtà, il fattore che maggiormente altera i risultati, non considerato in questi modelli, è che gli ascensori sono utilizzati in modo niente affatto omogeneo per viaggiare tra i piani. Anche ipotizzando che gli utenti di ogni piano si servano ugualmente degli ascensori, nella maggioranza delle situazioni i viaggi dal piano terra o verso il piano terra saranno molto più frequenti degli altri. Questo aumenta la percezione del paradosso, ovvero fa sì che se c'è un ascensore solo, la probabilità che venga dal basso sia ancora più alta; smorza invece la percezione dell'"equalizzazione" che avviene con più ascensori.